# Penny Ann Early
Penny Ann Early (30 mei 1943 – Tennessee, 23 juni 2023) was een Amerikaans sportster. Ze is bekend van twee unica: ze was de eerste Amerikaanse vrouw met een jockeybrevet en de eerste Amerikaanse vrouw die mocht meedoen aan een professionele basketbalcompetitie voor mannen.

## Biografie
In 1968 verkreeg Early als eerste Amerikaanse vrouw haar jockeybrevet. Uit protest weigerden haar mannelijke conculega's om tegen haar te strijden in Churchill Downs in Louisville, waarna de wedstrijden (drie in totaal) werden afgelast. Uiteindelijk werd Diane Crump de eerste professionele vrouwelijke jockey.
Op het hoogtepunt van bovenstaande controverse tekende Early een contract bij de mannen van basketbalteam Kentucky Colonels van de American Basketball Association. Ze had op dat moment nog geen ervaring in die sport. Met haar lengte van 160 cm en gewicht van 50 kg was ze de kleinste basketbalspeler die ooit deelnam aan een professionele wedstrijd. Teameigenaren Joseph en Mamie Gregory dwongen coach Gene Rhodes om Early te laten spelen. Rhodes sprak zich hier tegen uit.
Op 27 november 1968 mocht Early alsnog spelen tegen de Los Angeles Stars. Ze droeg een kort rokje en coltrui met rugnummer 3 (als protest op de drie afgelaste jockeywedstrijden in Churchill Downs). Tijdens de eerste helft stuurde coach Rhodes haar het veld op. Ze sloeg de bal buiten de lijnen en kaatste hem naar teamgenoot Bobby Rascoe, die vervolgens een timeout aanvroeg. Early werd daarop onder gemengd kritiek van het publiek van het veld gehaald. Na afloop van de wedstrijd signeerde Early kaarten van honderden toeschouwers.

### Na 1968
Early vond het moeilijk om haar gewicht op peil te houden en vond dat ze onvoldoende steun kreeg. Daarop besloot ze om jockeytrainer te worden. In 1974, op 30-jarige leeftijd, probeerde ze nog met behulp van een streng dieet een comeback als jockeyracer te maken, maar na een valpartij tijdens de training besloot ze voorgoed te stoppen. Wel bleef ze met paarden werken, eerst in Californië en sinds 2021 in Shelbyville in Tennessee.

## Privéleven
Op 23 juni 2023, op 80-jarige leeftijd, werd Early levenloos in haar appartement in Tennessee aangetroffen als gevolg van zelfmoord.